# Adriana Salazar
Adriana Salazar Lopes Pereira (Recife, 20 de agosto de 1964) é uma nadadora e fonoaudióloga brasileira, que participou de uma edição dos Jogos Olímpicos pelo Brasil.
É formada em fonoaudiologia e atua na área.

## Biografia

### Primeiros anos
Nascida na capital pernambucana, Recife, Adriana começou a nadar aos quatro anos de idade, no Clube Internacional do Recife, localizado no bairro de Madalena, e passou a competir a partir dos dez anos. No ano de 1976, iniciou treinamentos no Náutico com o técnico Nikita.

### Carreira
Representou o Brasil, nos Jogos Pan-Americanos de 1979, realizado em San Juan, em Porto Rico.  Nas provas,  terminou em quinto lugar nos 4x100 metros nado livre, oitavo lugar nos 100 metros nado borboleta, e foi desclassificada nos 200 metros borboleta.
Voltou a defender o Brasil, em Jogos Pan-Americanos, na edição de 1983, realizado em Caracas, na Venezuela. Adriana classificou-se para nadar nos Jogos Olímpicos de 1984 de Los Angeles, nos Estados Unidos, mas abandonou a natação. Posteriormente, retornou ao esporte.
No Campeonato Mundial de Esportes Aquáticos de 1986 em Madri, na Espanha, terminou em 19º lugar nos 50 metros nado livre, 33º nos 100 metros borboleta, e 36º nos 100 metros livre. Voltou a representar o Brasil em competições internacionais nos Jogos Pan-Americanos de 1987 em Indianápolis, nos Estados Unidos, onde terminou em quinto lugar nos 50 metros livre.
Nos Jogos Olímpicos de Verão de 1988 de Seul, capital da Coreia do Sul, terminou em 11º lugar nos 4x100 metros nado livre e em 34º nos 100 metros livre. Na prova dos 50 metros livre, empatou em 17º lugar com a nadadora romena Luminița Dobrescu.
Foi recordista sul-americana dos 50 e 100 metros livre. Em 1982, Adriana foi a primeira recordista do Brasil da prova dos 50 metros livre, com o tempo de 27s10 No ano de 1989, ela quebrou o recorde sul-americano dos 50 metros livre pela última vez, com um tempo de 26s24. O recorde só foi batido em 2000 por Flávia Delaroli. Nos 100 metros livre, ela quebrou o recorde sul-americano pela primeira vez em 1981, com um tempo de 59s50. O último recorde dos 100 metros de Adriana caiu em 1996. Ela também foi recordista brasileira dos 100 metros borboleta, com um tempo de 1m04s66.
No ano de 1989, aos 25 anos, parou de competir mas, em 2007, voltou às piscinas, em competições másteres. Em 2018, foi tema do livro Adriana Salazar: A pioneira olímpica de autoria do jornalista Lenivaldo Aragão.